# カテコールアミン

レボドパ

ドーパミン

ノルアドレナリン

アドレナリン

カテコールアミン（英語：catecholamine）とは、一般にチロシンから誘導された、カテコールとアミンを有する化学種である。レボドパや多くの神経伝達物質等（ドーパミン、ノルアドレナリン、アドレナリン）及び関連薬物の基本骨格になっている。カテコラミンとも呼ばれる。

## 性質
一般に水溶性が高く、血液脳関門は通過しないため、静脈内投与で中枢に作用することはない。
カテコールアミン神経伝達物質はモノアミン神経伝達物質の一部として含まれる。
カテコールアミンは輸送、貯蔵され、刺激によって細胞外に放出され、多くが細胞内に再取り込みされる。一旦細胞外に出ると、カテコール-O-メチルトランスフェラーゼ (Catechol-O-Methyltransferase、COMT) によってメチル化されたり、細胞内で遊離した場合には、モノアミン酸化酵素 (Monoamineoxidase、MAO) によってアミノ基が酸化的除去されたりして、速やかに分解される。ノルアドレナリンはノルメタネフリンへ、アドレナリンはメタネフリンへと代謝・不活化される。

## 生合成

カテコールアミンの生合成経路

生体内では、チロシンよりチロシン水酸化酵素によりレボドパが生合成される。レボドパはレボドパ脱炭酸酵素や芳香族L-アミノ酸脱炭酸酵素によりドーパミンへ変換される。ドーパミンはドーパミンβ-水酸化酵素によりノルアドレナリンへ変換される。ノルアドレナリンは、 フェニルエタノールアミン-N-メチルトランスフェラーゼによりアドレナリンへ変換される。